# Сутінкова сага
«Сутінкова сага», «Сутінки» (англ. «Twilight», [twaɪlaɪt]ⓘ) — популярна серія романів американської письменниці Стефені Маєр. Кожна з книг описує події, що відбуваються з головною героїнею, дівчиною на ім'я Белла Свон, яка закохалася у вампіра. Всі 4 частини стали бестселерами та перекладені 37 мовами світу, у тому числі українською. Станом на 2010 рік, загальні продажі книг «Сутінкової серії» складають більше 116 мільйонів копій. Стефані Майєр називає свою серію книг сагою, хоча вона не має ознак, характерних для саги.

## Серія книг
На цей момент офіційно вийшло 5 книг у період з 2005 по 2010 рік, ще одна книга у незакінченому вигляді з'явилася в інтернеті.
| Рік   | Українська назва       | Оригінальна назва                |
| ----- | ---------------------- | -------------------------------- |
| 2005  | Сутінки                | Twilight                         |
| 2006  | Молодий місяць         | New Moon                         |
| 2007  | Затемнення             | Eclipse                          |
| 2008  | Світанок               | Breaking Dawn                    |
| 20081 | Сонце опівночі         | Midnight sun                     |
| 2010  | Друге життя Брі Таннер | Short Second Life of Bree Tanner |

1. Дата незаконного опублікування.

## Фільми за мотивами «Сутінків»
2008 року була екранізована книга «Сутінки». Режисером стала Кетрін Гардвік. Мелісса Розенберг написала сценарій за мотивами книги Стефані Маєр, а композитором став Картер Бервелл. Ролі Едварда та Белли виконали Роберт Паттінсон та Крістен Стюарт.
Після чималих касових зборів кінофільму за першою книгою було вирішено екранізувати також книги «Молодий місяць» та «Затемнення». Однак студія Summit Entertainment вирішила відмовитися від послуг Кетрін Гардвік, і «Молодик» зняв Кріс Вайц. Акторський склад залишився без зміни. Композитором став Олександр Депла. Дата виходу фільму на екрани — 20 листопада 2009.
Що стосується «Сутінки. Сага. Затемнення», то його режисером виступив Девід Слейд, а світова прем'єра відбулася — 30 червня 2010.
«Світанок» було розділено на дві частини: Світанок — Частина 1 (вийшов у прокат 17.11.2011 р.) і Світанок — Частина 2 (вийшов у прокат 15.11.2012 р.)..
| Рік  | Українська назва          | Оригінальна назва            | Режисер        |
| ---- | ------------------------- | ---------------------------- | -------------- |
| 2008 | Сутінки                   | Twilight                     | Кетрін Гардвік |
| 2009 | Сутінки. Сага. Молодик    | The Twilight Saga: New Moon  | Кріс Вайц      |
| 2010 | Сутінки. Сага. Затемнення | The Twilight Saga: Eclipse   | Девід Слейд    |
| 2011 | Світанок — Частина 1      | Twilight Saga: Breaking Dawn | Біл Кондон     |
| 2012 | Світанок — Частина 2      | Twilight Saga: Breaking Dawn | Біл Кондон     |

## Вампіри
Вампіри у творах серії «Сутінки» відрізняються від стандартних уявлень про вампірів: їм не приносить шкоди ні часник, ні свята вода, ні срібло, ні релігійні символи; сонячне світло всього лише змушує їх шкіру світитися; вони відображаються у дзеркалах та проявляються на фотографіях. Примітно, що колір райдужки очей вампіра залежить від його раціону: у тих, хто харчується людською кров'ю вони яскраво червоні, у тих, хто харчується кров'ю тварин — жовтого кольору. Незалежно від уподобань у їжі від спраги очі темніють, поки не стають зовсім чорними. Чим сильніше спрага, тим темніше райдужка. Можуть їсти і людську їжу, хоча не в змозі її перетравити, тому пізніше змушені викликати у себе блювоту. Вони ніколи не сплять та володіють неймовірною силою, наприклад, можуть висмикувати дерева з корінням, піднімати та кидати автомобілі, стирати металеві предмети в порошок. Особливо сильні новонавернені вампіри в перший рік після «народження», оскільки в їх організмі ще досі присутньо багато людської крові. У цей же період їм найбільш важко контролювати свою спрагу.
Всі п'ять почуттів у вампірів незвичайно розвинені: вони мають надзвичайно гострий зір, тонко відчувають запахи, рухаються з такою швидкістю, що людське око не в змозі за ними встежити. Їм не потрібно дихати, хоча незручно жити, не відчуваючи запахів, а зупинка дихання сама по собі неприємна, оскільки суперечить рефлексам тіла.
Вампіри володіють надприродною красою, що дозволяє заманювати здобич. У них бліда шкіра, яка світиться, ідеальне холодне тіло, бездоганні риси обличчя. Їх шкіра дуже тверда і на дотик схожа на мармур, її практично неможливо пошкодити. Вбити вампіра можна лише одним способом — розірвати на шматки та спалити, що під силу лише іншим вампірам або перевертням. Відірвані частини тіла мимовільно тягнуться один до одного і тому легко зростаються. Зате вирвані або стрижені волосся наново не відростають і не приростають, незважаючи на те, що при зверненні стає густішим та красивіше, ніж при людського життя.
Іноді після переродження вампір отримує надприродні здібності, як Едвард Каллен, який почав читати думки, Еліс, яка бачить майбутнє, її коханий Джаспер, якому під силу відчути та змінити настрій оточуючих, і Белла, що володіє щитом від усіх екстрасенсорних впливів, здатною піддатися проеціюванню та який пробивається лише даром її власної дочки Ренесмі.
Також вампір за своєю природою може закохатися лише один раз у житті, і така любов триває вічно: вона не проходить та навіть не слабшає ні за яких обставин. Тому якщо любов нерозділена або пасія вампіра гине, душевна травма залишається на все життя, як у випадку з Марком Волтурі.

## Перевертні
У світі творів здатність перетворюватися у тварин (зокрема, у вовків) мають деякі індіанці племені Квілет, що проживають у резервації Ла-Пуш. Ця здатність передається генетично та активується при появі вампірів. перетворення контролюється володарем, але під час спалаху гніву може статися мимоволі. Всі перевертні резервації об'єднані у зграї (спочатку в одну), кожна з яких очолюється «альфою» — представником роду вождів (Сем Вулик) або його наступником (Джейкоб Блек). Всі члени зграї повинні підкорятися альфі. Цікаво, що у тваринному образі перевертні однієї зграї можуть чути думки один одного. Проте, існують і перевертні, що залежать від місячного циклу, що відповідає класичному уявленню про них.

### Переклади українською
- Стефані Мейєр. Сутінки. Переклад з англійської: Ольга Федорченко. Київ: Країна Мрій, 2010. 379 стор. ISBN 978-617-538-006-2 (Сутінкова сага); ISBN 978-617-538-032-1 (Світовий бестселер)
  - (комікс) Стефені Маєр. Сутінки: роман у коміксах. Художник: Янґ Кім; переклад з англійської: Ольга Федорченко. Київ: Країна Мрій, 2010. 224 стор. ISBN 978-617-538-044-4
- Стефані Мейєр. Молодий місяць. Переклад з англійської: Уляна Григораш. Київ: Країна Мрій, 2009. 412 стор. ISBN 978-617-538-007-9 (Сутінкова сага) ISBN 978-617-538-031-4 (Світовий бестселер)
- Стефані Мейєр. Затемнення. Переклад з англійської: О. Рида, К. Плугатир. Київ: Країна Мрій, 2009. 480 стор. ISBN 978-617-538-030-7 (Сутінкова сага); ISBN 978-617-538-029-1 (Світовий бестселер)
- Стефані Мейєр. Світанок. Переклад з англійської: Наталя Тисовська. Київ: Країна Мрій, 2009. 592 стор. ISBN 978-966-424-230-8
- Стефані Мейєр. Друге життя Брі Таннер. Переклад з англійської: Наталя Тисовська. Київ: KM Publishing, 2010. 205 стор. ISBN 978-617-538-037-6